# 발라 무사 케이타
발라 무사 케이타(Balla Moussa Keïta, 1934년 1월 1일 ~ 2001년 3월 6일)는 말리의 배우이다.
세구주에서 태어났으며 바마코에서 사망하였다.

## 출연 작품

### 영화
- 바라 (1978, Baara)
- 바람 (1982, Finye)
- 밝음 (1987)
- Ta Dona (1991)
- 시간 (1995)
- Il va pleuvoir sur Conakry (2007)